# Pellarholmen
Pellarholmen är en ö i Finland. Den ligger i sjön Ovanmalmträsket och i kommunen Raseborg i den ekonomiska regionen  Raseborg  och landskapet Nyland, i den södra delen av landet, 90 km väster om huvudstaden Helsingfors. Öns area är 3,3 hektar och dess största längd är 260 meter i öst-västlig riktning.